# Kozma Elza
Kozma Elza, Derzsi Józsefné (Kolozsvár, 1932. július 20. —) újságíró, szerkesztő, bábjátékíró, pedagógiai író.

## Életútja
Szülővárosában, az Állami Leánylíceumban érettségizett (1951), a Bolyai Tudományegyetem történelem karán szerzett tanári oklevelet (1955). Az Igazság újságírója (1953-68), majd a Dolgozó Nő főmunkatársa nyugalomba vonulásáig (1988).

## Munkássága
Cikkeit, riportjait az Utunk, Előre, Falvak Dolgozó Népe közölte. Táborozás című bábjátékát 1960-ban mutatták be Kolozsvárt, ugyanez gyermekszíndarabként 1961-ben nyomtatásban is megjelent a Kék virág című antológiában; 1963-ban Népek meséje című bábdarabja a kolozsvári Állami Bábszínház magyar tagozatának műsorán szerepelt.
Kérdések és feleletek szülőknek című pedagógiai ismeretterjesztő könyve a Ceres Könyvkiadó népszerű Kaleidoszkóp könyvsorozatában jelent meg Bukarestben. Riporttal szerepelt az Ember és föld (1987), Tenni és teremteni (1987) című kötetekben. Az Utunkban 1988-ban jelent meg folytatásokban A védjegy című gyárüzemi riportsorozata.